# Sun Quarry Cemetery
Sun Quarry Cemetery is een Britse militaire begraafplaats met gesneuvelden uit de Eerste Wereldoorlog. 
De begraafplaats werd ontworpen door George Goldsmith en ligt in de Franse gemeente Chérisy (departement Pas-de-Calais) aan de weg naar Hendecourt-lès-Cagnicourt, ruim 900 m ten zuidoosten van het dorpscentrum (Église Saint-Vaast). 
De begraafplaats heeft een rechthoekig grondplan met een oppervlakte van ruim 482 m² en wordt omsloten door een bakstenen muur afgedekt met witte dekstenen. De zuidoostelijke muur heeft een licht naar de buitenkant gebogen structuur waarin het Cross of Sacrifice is geplaatst. De toegang in de zuidelijke hoek bestaat uit een metalen hek.
Op de begraafplaats worden 191 slachtoffers herdacht waaronder 8 niet geïdentificeerde. Ze wordt onderhouden door de Commonwealth War Graves Commission.

## Geschiedenis
Chérisy werd op 3 mei 1917 door de 18th Division veroverd, maar kwam nog diezelfde nacht terug in Duitse handen. Op 27 augustus 1918 werd het dorp door het Canadian Corps heroverd. 
De begraafplaats werd in 1918 door gevechtseenheden aangelegd en ontleent haar naam aan een silexgroeve die bij het leger gekend was als "Sun Quarry". De meerderheid van de hier begraven slachtoffers sneuvelden tussen 26 augustus en 28 september 1918.
Onder de geïdentificeerde doden zijn er 153 Canadezen en 30 Britten.

### Onderscheiden militairen
- C.W. Weekes, kapitein bij de Royal Field Artillery werd onderscheiden met het Military Cross (MC).
- Robert Henry Jackson, sergeant bij de Canadian Infantry werd onderscheiden met de Distinguished Conduct Medal (DCM).
- sergeant E.A.V. Palmer, korporaals F.C. Mansfield en Garth Leland Miller en de soldaten Daniel Vincent McDonald, J.S. Nicholson en E. Jones werden onderscheiden met de Military Medal (MM).

### Aliassen
- soldaat Arthur Lamarre diende onder het alias Arthur Lamarche bij de Canadian Infantry.
- soldaat Samuel Yates diende onder het alias J. Bates bij de Canadian Infantry.